# Duan Yingying
Duan Yingying (chiń. 段莹莹; pinyin Duàn Yíngyíng; ur. 3 lipca 1989 w Tiencinie) – chińska tenisistka, medalistka igrzysk azjatyckich.

## Kariera tenisowa
Starty w seniorskich zawodach rozpoczęła w 2006 roku, biorąc kilkakrotnie udział w kwalifikacjach do turniejów rangi ITF, ale dopiero na turnieju w Chengdu w 2007 roku, udało jej się awansować do turnieju głównego. Pierwszy sukces odniosła w 2009 roku, wygrywając turniej gry pojedynczej w Jiangmen. W sumie wygrała jedenaście turniejów singlowych i dwa deblowe rangi ITF.
W październiku 2010 roku otrzymała dziką kartę do udziału w kwalifikacjach turnieju cyklu WTA – China Open w Pekinie, ale przegrała w pierwszej rundzie z Kateryną Bondarenko. We wrześniu 2011 roku zagrała w kwalifikacjach turnieju Guangzhou International Women’s Open w Kantonie, w których wygrała w pierwszej rundzie, ale odpadła w drugiej.
W sierpniu 2012 roku po raz pierwszy osiągnęła drugą setkę światowego rankingu WTA, miejsce 200.

## Historia występów wielkoszlemowych
Legenda
     W, wygrany turniej
      F, przegrana w finale
      SF, przegrana w półfinale
      QF, przegrana w ćwierćfinale
     xR, przegrana w x rundzie
     Qx, przegrana w x rundzie kwalifikacji
     A, brak startu
     NH, turniej nie odbył się

### Występy w grze pojedynczej
| Australian Open        | A | A | A   | A   | A   | A   | A   | 1R  | 1R  | Q2  | 3R | 2R  | Q1  | A   | A   | 0 / 4  | 3 – 4  |  |  |  |  |  |  |  |  |  |  |
| French Open            | A | A | A   | A   | A   | A   | A   | A   | Q1  | A   | 1R | 1R  | A   | A   | A   | 0 / 2  | 0 – 2  |  |  |  |  |  |  |  |  |  |  |
| Wimbledon              | A | A | A   | A   | A   | A   | A   | A   | 2R  | 2R  | 1R | Q2  | A   | NH  | A   | 0 / 3  | 2 – 3  |  |  |  |  |  |  |  |  |  |  |
| US Open                | A | A | A   | A   | A   | Q2  | 1R  | 1R  | Q2  | 2R  | 2R | A   | A   | A   | A   | 0 / 4  | 2 – 4  |  |  |  |  |  |  |  |  |  |  |
|                        |   |   |     |     |     |     |     |     |     |     |    |     |     |     |     |        |        |  |  |  |  |  |  |  |  |  |  |
| Ranking na koniec roku | – | – | 400 | 350 | 378 | 128 | 173 | 124 | 117 | 102 | 95 | 140 | 386 | 565 | 879 | 0 / 13 | 7 – 13 |  |  |  |  |  |  |  |  |  |  |

### Występy w grze podwójnej
| Australian Open        | A   | A   | A   | A   | A   | A   | A | A | A | A   | A   | A  | 1R | 1R | 1R  | 0 / 3  | 0 – 3   |  |  |  |  |  |  |  |  |  |  |
| French Open            | A   | A   | A   | A   | A   | A   | A | A | A | A   | 3R  | 3R | F  | A  | A   | 0 / 3  | 9 – 3   |  |  |  |  |  |  |  |  |  |  |
| Wimbledon              | A   | A   | A   | A   | A   | A   | A | A | A | A   | 1R  | 1R | 3R | NH | A   | 0 / 3  | 2 – 3   |  |  |  |  |  |  |  |  |  |  |
| US Open                | A   | A   | A   | A   | A   | A   | A | A | A | A   | A   | 2R | QF | A  | A   | 0 / 2  | 4 – 2   |  |  |  |  |  |  |  |  |  |  |
|                        |     |     |     |     |     |     |   |   |   |     |     |    |    |    |     |        |         |  |  |  |  |  |  |  |  |  |  |
| Ranking na koniec roku | 839 | 775 | 877 | 738 | 481 | 336 | – | – | – | 660 | 201 | 59 | 17 | 18 | 119 | 0 / 11 | 15 – 11 |  |  |  |  |  |  |  |  |  |  |

### Występy w grze mieszanej
| Australian Open | A | A | A | A | A | A | A | A | A | A | A | A | A  | 1R | 1R | 0 / 2 | 0 – 2 |  |  |  |  |  |  |  |  |  |  |
| French Open     | A | A | A | A | A | A | A | A | A | A | A | A | A  | NH | A  | 0 / 0 | 0 – 0 |  |  |  |  |  |  |  |  |  |  |
| Wimbledon       | A | A | A | A | A | A | A | A | A | A | A | A | 2R | NH | A  | 0 / 1 | 0 – 1 |  |  |  |  |  |  |  |  |  |  |
| US Open         | A | A | A | A | A | A | A | A | A | A | A | A | 1R | NH | A  | 0 / 1 | 0 – 1 |  |  |  |  |  |  |  |  |  |  |
|                 |   |   |   |   |   |   |   |   |   |   |   |   |    |    |    |       |       |  |  |  |  |  |  |  |  |  |  |
|                 |   |   |   |   |   |   |   |   |   |   |   |   |    |    |    | 0 / 4 | 0 – 4 |  |  |  |  |  |  |  |  |  |  |

## Finały turniejów WTA
| Legenda                     | Legenda |
| --------------------------- | ------- |
| Wielki Szlem                |         |
| Igrzyska olimpijskie        |         |
| WTA Tour Championships      |         |
| WTA Elite Trophy            |         |
| 2009 – 2020                 |         |
| WTA Premier Mandatory       |         |
| WTA Premier 5               |         |
| WTA Premier                 |         |
| WTA International Series    |         |
| WTA 125K series (2012–2020) |         |

### Gra pojedyncza 1 (1–0)
| Końcowy wynik | Nr | Data            | Turniej  | Nawierzchnia | Przeciwniczka | Wynik finału  |
| ------------- | -- | --------------- | -------- | ------------ | ------------- | ------------- |
| Zwyciężczyni  | 1. | 7 sierpnia 2016 | Nanchang | Twarda       | Vania King    | 1:6, 6:4, 6:2 |

### Gra podwójna 8 (3–5)
| Końcowy wynik | Nr | Data                 | Turniej     | Nawierzchnia  | Partnerka               | Przeciwniczki                         | Wynik finału   |
| ------------- | -- | -------------------- | ----------- | ------------- | ----------------------- | ------------------------------------- | -------------- |
| Zwyciężczyni  | 1. | 5 listopada 2017     | Zhuhai      | Twarda (hala) | Han Xinyun              | Lu Jingjing Zhang Shuai               | 6:2, 6:1       |
| Zwyciężczyni  | 2. | 4 lutego 2018        | Tajpej      | Twarda        | Wang Yafan              | Nao Hibino Oksana Kalasznikowa        | 7:6(4), 7:6(5) |
| Finalistka    | 1. | 5 stycznia 2019      | Shenzhen    | Twarda        | Renata Voráčová         | Peng Shuai Yang Zhaoxuan              | 4:6, 3:6       |
| Finalistka    | 2. | 25 maja 2019         | Strasburg   | Ceglana       | Han Xinyun              | Darja Gawriłowa Ellen Perez           | 4:6, 3:6       |
| Finalistka    | 3. | 8 czerwca 2019       | French Open | Ceglana       | Zheng Saisai            | Tímea Babos Kristina Mladenovic       | 2:6, 3:6       |
| Zwyciężczyni  | 3. | 28 września 2019     | Wuhan       | Twarda        | Wieronika Kudiermietowa | Elise Mertens Aryna Sabalenka         | 7:6(3), 6:2    |
| Finalistka    | 4. | 27 października 2019 | Zhuhai      | Twarda (hala) | Yang Zhaoxuan           | Ludmyła Kiczenok Andreja Klepač       | 3:6, 3:6       |
| Finalistka    | 5. | 11 stycznia 2020     | Shenzhen    | Twarda        | Zheng Saisai            | Barbora Krejčíková Kateřina Siniaková | 2:6, 6:3, 4–10 |

## Finały turniejów WTA 125K series

### Gra pojedyncza 1 (0–1)
| Końcowy wynik | Nr | Data            | Turniej | Nawierzchnia | Przeciwniczka      | Wynik finału |
| ------------- | -- | --------------- | ------- | ------------ | ------------------ | ------------ |
| Finalistka    | 1. | 6 września 2014 | Suzhou  | Twarda       | Anna-Lena Friedsam | 1:6, 3:6     |

### Gra podwójna 3 (2–1)
| Końcowy wynik | Nr | Data              | Turniej   | Nawierzchnia | Partnerka  | Przeciwniczki                      | Wynik finału |
| ------------- | -- | ----------------- | --------- | ------------ | ---------- | ---------------------------------- | ------------ |
| Zwyciężczyni  | 1. | 12 listopada 2017 | Hua Hin   | Twarda       | Wang Yafan | Dalila Jakupović Irina Chromaczowa | 6:3, 6:3     |
| Zwyciężczyni  | 2. | 22 kwietnia 2018  | Zhengzhou | Twarda       | Wang Yafan | Naomi Broady Yanina Wickmayer      | 7:6(5), 6:3  |
| Finalistka    | 1. | 28 kwietnia 2019  | Anning    | Ceglana      | Han Xinyun | Peng Shuai Yang Zhaoxuan           | 5:7, 2:6     |

## Występy w Turnieju WTA Elite Trophy

### W grze podwójnej
| Rok  | Rezultat   | Partnerka     | Przeciwniczki                   | Wynik    |
| 2017 | Zwycięstwo | Han Xinyun    | Lu Jingjing Zhang Shuai         | 6:2, 6:1 |
| 2019 | Finał      | Yang Zhaoxuan | Ludmyła Kiczenok Andreja Klepač | 3:6, 3:6 |

## Wygrane turnieje rangi ITF

### Gra pojedyncza (11)
|     | Data       | Turniej    | Kat. | ($)    | Naw.   | Finalistka       | Wynik                  |
| 1.  | 15/02/2009 | Jiangmen   | ITF  | 10 000 | twarda | Xie Yanze        | 6:2, 6:4               |
| 2.  | 30/05/2009 | Nowe Delhi | ITF  | 10 000 | twarda | Keren Shlomo     | 6:3, 6:4               |
| 3.  | 04/04/2010 | Nankin     | ITF  | 10 000 | twarda | Liu Wanting      | 6:4, 7:6(6)            |
| 4.  | 04/07/2010 | Hefei      | ITF  | 10 000 | twarda | Zheng Saisai     | 6:3, 6:4               |
| 5.  | 04/03/2012 | Wellington | ITF  | 25 000 | twarda | Sandra Zaniewska | 6:1, 6:4               |
| 6.  | 27/05/2012 | Changwon   | ITF  | 25 000 | twarda | Zhang Ling       | 6:4, 6:3               |
| 7.  | 03/06/2012 | Gimcheon   | ITF  | 25 000 | twarda | Chanel Simmonds  | 6:2, 6:1               |
| 8.  | 24/06/2012 | Goyang     | ITF  | 25 000 | twarda | Zhang Ling       | 6:3, 6:3               |
| 9.  | 26/05/2013 | Goyang     | ITF  | 25 000 | twarda | Liu Fangzhou     | 6:3, 6:4               |
| 10. | 29/06/2014 | Xi’an      | ITF  | 50 000 | twarda | Zhu Lin          | 4:6, 7:6(9), 6:4       |
| 11. | 19/07/2015 | Tiencin    | ITF  | 25 000 | twarda | Wang Qiang       | 4:6, 7:6(2), 3:0 krecz |